# Arun Shourie
Arun Shourie (Jalandhar, 2 de noviembre de 1941) es un economista, periodista, autor y político indio. Ha trabajado como economista en el Banco Mundial, consultor de la Comisión de Planificación de la India, editor del Indian Express y de The Times of India y ministro de Comunicaciones y Tecnologías de la Información en el Segundo Ministerio de Vajpayee.(1998-2004). Fue galardonado con el Premio Ramón Magsaysay en 1982 y con el Padma Bhushan en 1990.
Popularmente percibido como uno de los principales intelectuales  nacionalistas hindúes durante la década de los 90 y principios de los 2000, por ejemplo escribiendo obras polémicas sobre el Islam y el Cristianismo aparte de ataques a ideólogos de izquierdas, ahora se considera escéptico con las religiones en general mientras tiene afinidades por el Budismo que considera «más cercano a la razón» Este escepticismo nació de la contemplación de la crianza de su hijo discapacitado y del cuidado de su esposa enferma, experiencias que compartió en el libro de 2011 Does He Know a Mother's Heart: How Suffering Refutes Religion, en el que sugería que «para afrontar la vida y lo que nos envía, la posición de Buda es la más útil».

## Primeros años
Arun Shourie nació en Jalandhar, India británica, el 2 de noviembre de 1941. Estudió en la Escuela Moderna, Barakhamba[cita requerida] y se licenció en Economía(H) en el St. Stephen's College, Delhi|, Universidad de Delhi. Obtuvo su doctorado en Economía en la Maxwell School of Citizenship and Public Affairs de la Syracuse University en 1966.

## Carrera

### Economista
Poco después de doctorarse en economía por la Universidad de Siracusa Shourie se incorporó al Banco Mundial como economista en 1967, donde trabajó durante más de 10 años. Simultáneamente, entre 1972-74, fue consultor de la Comisión de Planificación de la India y fue en esta época cuando comenzó a escribir artículos como periodista, criticando la política económica.

### Periodismo
En 1975, durante la emergencia impuesta por la entonces primera ministra, Indira Gandhi, Shourie empezó a escribir para el Indian Express en oposición a lo que consideraba un ataque a las libertades civiles. El periódico, propiedad de Ramnath Goenka, era un foco de atención para los esfuerzos de censura del gobierno. Se convirtió en miembro del Consejo Indio de Investigación en Ciencias Sociales en 1976. En enero de 1979, Goenka nombró a Shourie editor ejecutivo del periódico, dándole carta blanca para que hiciera lo que quisiera. Desarrolló una reputación de escritor y editor inteligente e intrépido que hizo campaña por la libertad de prensa, denunció la corrupción y defendió las libertades civiles de tal manera que, en palabras de Martha Nussbaum, "su dedicación a la verdad se ha ganado la admiración de todo el espectro político".
Shourie ha sido calificado de "periodista veterano". Fue galardonado con el Premio Ramón Magsaysay en 1982, en la categoría de Periodismo, Literatura y Artes de la Comunicación Creativa, como "ciudadano preocupado que emplea su pluma como adversario eficaz de la corrupción, la desigualdad y la injusticia" . En 2000, fue nombrado uno de los Héroes de la Libertad de Prensa Mundial del Instituto Internacional de Prensa. También ha sido nombrado «Premio al Editor Internacional del Año» y se le concedió el Premio a la Libertad de Publicación.

### Política
Fue nominado por el estado de Uttar Pradesh como representante del BJP para dos mandatos sucesivos en la Rajya Sabha, siendo así Member of Parliament para 1998-2004 y 2004-2010.[cita requerida] Ocupó el cargo de Ministro de Desinversión, Comunicación y Tecnología de la Información en el gobierno de la India bajo el primer ministro Vajpayee. Como ministro de Desinversión, dirigió la venta de Maruti, VSNL, Hindustan Zinc entre otras.
Shourie fue uno de los muchos que se opusieron a la Ley de Mujeres Musulmanas (Protección de los Derechos en caso de Divorcio) de 1986, que el gobierno presidido por Rajiv Gandhi propuso para aliviar la violencia comunal y retener los votos de los musulmanes. Alegada por el gobierno como un refuerzo del laicismo constitucional de la India, fue ampliamente criticada tanto por musulmanes como por hindúes. Los liberales entre ellos, dice Ainslie Embree, lo vieron como "una capitulación ante las fuerzas del oscurantismo islámico, un regreso ... al siglo XIII"; los críticos hindúes revivalistas pensaron que estaba "debilitando la unidad india". Shourie escribió artículos en los que intentaba demostrar que el trato a las mujeres, tal y como exige el Corán, les ofrecía de hecho protección, aunque la aplicación de la ley islámica en la práctica las oprimía. A su vez, fue criticado por lo que se percibió como un ataque apenas velado al propio Islam, y Rafiq Zakaria, erudito musulmán, dijo que la preocupación de Shourie por la reforma del Islam era en realidad demostrativa del desprecio hindú que utilizaba la situación de las mujeres musulmanas como ejemplo del atraso de la comunidad. Vir Sanghvi lo calificó de "chovinismo hindú con rostro liberal".
Tras la derrota del BJP en las elecciones generales de 2009, Shourie pidió introspección y responsabilidad dentro del partido. Deploró el facionalismo dentro del partido y a quienes informan a los periodistas para ayudar a su propia agenda.
El politólogo Christophe Jaffrelot lo describió como "un escritor que simpatiza con los temas hindúes militantes" y ha expresado públicamente su apoyo a los objetivos del Rashtriya Swayamsevak Sangh. (RSS), una organización nacionalista Hindutva. Esto ha causado malestar entre algunos de los que admiran su periodismo. Ha dicho que, aunque ve un peligro en la violencia musulmana percibida, como el incidente del incendio del tren de Godhra de 2002, la gente ha tendido a redefinir el término "Hindutva". Dice que miembros destacados del Bharatiya Janata Party (BJP), del que es miembro y que tiene vínculos con el RSS - en concreto, L. K. Advani y Atal Bihari Vajpayee - han mostrado su oposición al odio sectario y, en sus intentos por hacer que el BJP sea inclusivo, han tratado de marginar a quienes, tanto en el extremo musulmán como en el hindú, promueven ese odio. Como politólogo, opina que el actual sistema electoral no tiene en cuenta la competencia y la integridad. Enfatizó sus puntos de vista en una conferencia cultural llamada Cumbre Global de la India del Mañana y añadió que la presión para lograr un cambio en el actual sistema electoral debe provenir de la sociedad.

### Escritor
Arun Shourie ha escrito numerosos libros. Según Martha Nussbaum, los rasgos de sus escritos son: 

reconociblemente la creación de un periodista inteligente y decidido, son polémicos, ad hominem, a menudo de tono extremadamente estridente. Pero, a pesar de su estilo, los libros son evidentemente la obra de un hombre brillante, con un aprendizaje amplio aunque idiosincrásico, una pasión por las libertades de expresión y de prensa, y un deseo de llegar por debajo de los acontecimientos actuales para abordar las cuestiones subyacentes.

Con la excepción de  Gandhi, tiene poco tiempo para cualquier pensador religioso y, dice Nussbaum, sus libros "en ninguna parte ... buscan proporcionar equilibrio; en ninguna parte hay un sentido de complejidad. Todos tienen el mismo tono burlón y superior".
El historiador Dwijendra Narayan Jha criticó el libro de Shourie Historiadores eminentes, relativo a la polémica del  NCERT, que contiene "calumnias" y "no tiene nada que ver con la historia."

## IIT Kanpur
En el año 2000, Shourie se comprometió a destinar toda la cantidad (12 millones de rupias) del gasto discrecional de que disponía en el marco del Members of Parliament Local Area Development Scheme (MPLADS) (MPLADS) para la creación del Departamento de Biociencias y Bioingeniería en el Instituto Indio de Tecnología de Kanpur. En 2005, volvió a prometer 11 créditos de rupias para desarrollar un edificio independiente para Ciencias Ambientales e Ingeniería Ambiental en el instituto.[cita requerida]

## Vida personal
Shourie está casado con Anita, y tienen un hijo. Su hermana es la periodista Nalini Singh. Arun Shourie habla de su vida personal y repasa los acontecimientos de su vida como diarios de casos «Mi escritura es como el diario de casos de un abogado que tiene como objetivo ganar un caso y sus opiniones sobre el periodismo.

## Libros

### Como autor
- Symptoms of fascism, New Delhi : Vikas, 1978, 322 p.
- Hinduism : essence and consequence : a study of the Upanishads, the Gita and the Brahma-Sutras, Sahibabad : Vikas House, 1979, 414 p.
- Institutions in the Janata phase, Bombay : Popular Prakashan, 1980, 300 p.
- Mrs Gandhi's second reign, New Delhi : Vikas ; New York : Distributed by Advent Books, 1983, 532 p.
- The Assassination & after, New Delhi : Roli Books Internat., 1985, 160 p.
- On the current situation : new opportunities, new challenges, Pune : New Quest, 1985, 57 p.
- Religion in Politics, New Delhi : Roli Books, 1987, 334 p.
- Individuals, institutions, processes : how one may strengthen the other in India today, New Delhi, India ; New York, N.Y., U.S.A. : Viking, 1990, 239 p.
- The State as charade: V.P. Singh, Chandra Shekhar & the rest, New Delhi : Roli Books, 1991, 425 p.
- "The Only fatherland" : communists, "Quit India", and the Soviet Union, New Delhi : ASA Publications, 1991, 204 p.
- These lethal, inexorable laws: Rajiv, his men, and his regime, New Delhi : Roli Books, 1991, 433 p.
- A Secular Agenda: For Saving Our Country, for Welding It, New Delhi : ASA Publications, 1993, 376 p.
- Indian Controversies: Essays on Religion in Politics, New Delhi : Rupa & Co., 1993, 522 p.
- Missionaries in India : continuities, changes, dilemmas, New Delhi : ASA Publications, 1994, 305 p.
- World of Fatwas: Shariah in Action, New Delhi : ASA Publications, 1995, 685 p.
- Worshipping False Gods: Ambedkar, and the facts which have been erased, New Delhi : ASA Publ., 1997, 663 p.
- Eminent Historians: Their Technology, Their Life, Their Fraud, New Delhi : ASA Publ., 1998, 271 p.
- Harvesting Our Souls: Missionaries, Their Design, Their Claims, New Delhi : ASA Publ., 2000, 432 p.
- Courts and Their Judgments: Premises, Prerequisites, Consequences, New Delhi : Rupa & Co., 2001, 454 p.
- Governance And The Sclerosis That Has Set In, New Delhi : ASA Publ., 2005, 262 p.
- Will the Iron Fence Save a Tree Hollowed by Termites?: Defence Imperatives Beyond the Military, New Delhi : ASA Publications, 2005, 485 p.
- Falling Over Backwards: An Essay on Reservations, and on Judicial Populism, New Delhi : ASA : Rupa & Co., 2006, 378 p.
- The Parliamentary System: What We Have Made Of It, What We Can Make Of It, New Delhi : Rupa & Co., 2006, 264 p.
- Where Will All this Take Us?: Denial, Disunity, Disarray, New Delhi : Rupa & Co., 2006, 604 p.
- Are We Deceiving Ourselves Again?: Lessons the Chinese Taught Pandit Nehru But which We Still Refuse to Learn, New Delhi : ASA Publ., 2008, 204 p.
- We Must Have No Price: National Security, Reforms, Political Reconstruction, New Delhi : Express Group : Rupa & Co., 2010, 343 p.
- Does He Know A Mothers Heart : How Suffering Refutes Religion, Noida : HarperCollins, 2011, 444 p.
- Two Saints: Speculations Around and About Ramakrishna Paramahamsa and Ramana Maharishi, Noida : HarperCollins, 2017, 496 p.
- Anita Gets Bail: What Are Our Courts Doing? What Should We Do About Them?, Noida : HarperCollins, 2018, 288 p.
- Preparing For Death, India Viking, 2020, 528 p.

### Como coautor
- con Amarjit Kaurn, Raghu Rai et al., The Punjab story, New Delhi : Roli books international, 1984, 199 p.
- con Sita Ram Goel, Harsh Narain, Jay Dubashi and Ram Swarup, Hindu Temples - What Happened to Them Vol. I : A Preliminary Survey, New Delhi : Voice of India, 1990, 191 p.
- con Sita Ram Goel, Koenraad Elst, Ram Swarup, Freedom of expression — Secular Theocracy Versus Liberal Democracy, Voice of India (1998).
- con Arun Jaitley, Swapan Dasgupta, Rama J Jois, Harsh Narain-The Ayodhya Reference:Suprema Court judgment and commentaries, Voice of India(1994)